# Hipòclides
Hipòclides（en grec antic Ἱπποκλείδης Hippoclides), fill de Tisansdre, va ser un atenenc descendent dels Cipsèlides, que tenien per origen Cípsel de Corint. Era un noble atenenc que el 566-565 aC. va ser arcont epònim.
Durant el seu mandat es va construir l'Estàtua d'Atena Prómakhos a Atenes amb motiu del festival de les Panatenees.
De jove va anar a la cort de Clístenes com un dels pretendents de la seva filla Agarista. Com que era ric i d'aspecte agraciat, Clístenes estava disposat a donar-li preferència. Al final de les competicions només quedaven ell i Megacles. Heròdot explica que durant un Simpòsium on també hi participava Clístenes, es va emborratxar i va ballar damunt d'una taula unes danses espartanes que imitaven marxes militars i unes altres d'atenenques, i, amb el cap sobre la taula, va aixecar les cames seguint la música de la flauta. Això es va considerar indecent i es va descartar la boda amb Agarista. Hipòclides, quan ho va saber, va dir: οὐ φροντὶς 'Ιπποκλείδῃ, (a Hipòclides no l'importa això).
El militar anglès T. E. Lawrence tenia la frase οὐ φροντίς escrita damunt de la seva porta.